# Paolo Scaroni
Paolo Scaroni (Vicenza, 28 de noviembre de 1946) es un empresario, economista, dirigente deportivo, CEO y banquero italiano. Es el presidente de Enel (desde 2023) y del AC Milan de Italia (desde 2018). Entre 2002 y 2014, fue director ejecutivo de las compañías energéticas italianas Enel y Eni.

## Biografía
Nació en Vicenza, Italia, el 28 de noviembre de 1946. Tras graduarse del Liceo Antonio Pigafetta en su ciudad natal, Scaroni obtuvo una licenciatura en Economía y Comercio en la Universidad Bocconi en 1969. En 1973, completó un MBA en la Universidad de Columbia de Nueva York. Está casado con Francesca Zanconato y tiene tres hijos. En orden de edad está Clementina Scaroni nacida en 1974, Bruno Scaroni (n. 1977) y Alvise Scaroni (n. 1986).
Inició su carrera profesional en la consultora McKinsey. En 1973 comenzó a trabajar para el Grupo Saint-Gobain, donde asumió diversos cargos directivos hasta convertirse, en 1983, en presidente global de la división de vidrio plano en París. Entre 1985 y 1996 ocupó el cargo de vicepresidente y director ejecutivo de Techint.
En 1996, Scaroni fue nombrado director ejecutivo de Pilkington, una multinacional británica del vidrio que cotizaba en la Bolsa de Valores de Londres. Dejó el puesto en 2002 para asumir como director ejecutivo de Enel, tras ser designado por el segundo gobierno de Silvio Berlusconi. Durante su gestión, reposicionó a la empresa en su core business energético, vendiendo activos no estratégicos como Wind (operador telefónico). En 2004, Enel fue incluida por primera vez en el índice Dow Jones de sostenibilidad, que evalúa el desempeño financiero de las empresas en función de principios de excelencia económico-financiera y sostenibilidad ambiental.
Tras los resultados alcanzados en Enel, en 2005 Scaroni fue designado director ejecutivo de Eni, cargo que ocupó hasta 2014. Durante sus nueve años en Eni, redujo la dependencia del petróleo en favor del gas natural, considerado un combustible de transición hacia fuentes más sostenibles. Entre 2005 y 2014, Eni incrementó su patrimonio neto de 39 a 61 mil millones de euros y distribuyó 36 mil millones en dividendos, de los cuales 12 mil millones fueron para el Ministerio del Tesoro.

### Otros roles directivos
Además de sus responsabilidades operativas, Scaroni ha ocupado numerosos cargos como consejero o miembro de consejos de administración y boards de empresas y organizaciones italianas e internacionales.

### Cargos actuales
- Presidente del AC Milan.[3]
- Vicepresidente de Rothschild & Co.
- Presidente de Giuliani Group SRL.[7]
- Presidente de Sicura SpA.
- Consejero de la Lega Serie A.[8]
- Consejero de Administración de Humanitas.[7]
- Presidente del Consejo de Administración de Enel.
- Asesor sénior de RedBird Capital Partners.

### Cargos anteriores
- Vicepresidente de la Bolsa de Valores de Londres.[9]
- Miembro del Consejo de Supervisores de la Columbia Business School.[10]
- Miembro del Consejo Asesor Internacional de la Universidad Bocconi.[11]
- Consejero de Assicurazioni Generali.[12]
- Consejero de Veolia Environnement.[10]
- Consejero de BAE Systems.[13]
- Consejero de ABN AMRO.[14]
- Consejero de Alstom.[14]
- Consejero de Il Sole 24 Ore.[15]
- Consejero de Valentino Fashion Group.[16]

## Dirigente deportivo
Entre 1997 y 1999 fue presidente del Vicenza Calcio, del cual es socio desde el 18 de febrero de 2019.

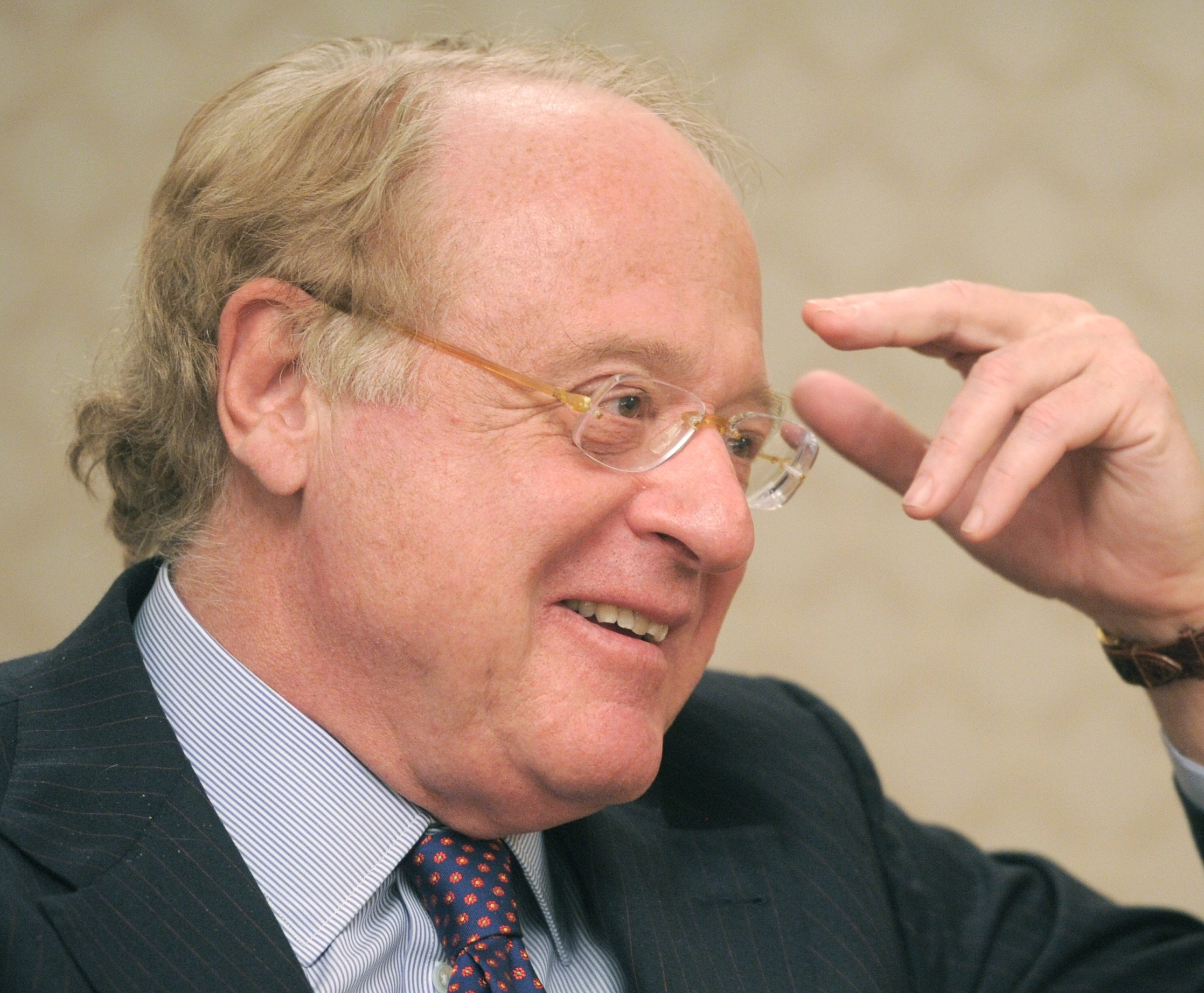
Paolo Scaroni en abril de 2012.

El 14 de abril de 2017, se incorporó como miembro del Consejo de Administración del AC Milan tras la venta del club por Fininvest al empresario chino Li Yonghong. El 21 de julio de 2018, después de que el AC Milan pasara al fondo de inversión estadounidense Elliott Investment Management, fue nombrado presidente.
Scaroni desempeñó el cargo de director ejecutivo ad interim del club rossonero hasta el 5 de diciembre de 2018, cuando fue nombrado Ivan Gazidis como nuevo director ejecutivo.
En la temporada 2021-2022, el Milan volvió a ganar el scudetto después de 11 años desde su último título: para Scaroni, fue su primer campeonato como presidente.
El 14 de septiembre de 2022, tras la compra del Milan por parte del fondo RedBird Capital Partners, Scaroni fue confirmado como presidente.

## Posiciones políticas y económicas
Paolo Scaroni nunca ha tomado posiciones políticas en apoyo de un partido o coalición en particular públicamente, y se considera que tiene una excelente relación y simpatizantes en todo el espectro político.
Cuando se le pregunta sobre la transición energética y la sostenibilidad, a menudo ha subrayado que las fuentes de energía renovables por sí solas "nunca" serán suficientes para alcanzar los objetivos de reducción de CO2 que Europa ha fijado. Según Scaroni, estos objetivos solo pueden alcanzarse si, "además del uso de las energías renovables, se hace especial hincapié en las medidas de eficiencia energética y en una reingeniería generalizada de los procesos industriales". Es partidario del uso de la energía nuclear como forma de reducir el CO2.

## AC Milan
El 21 de julio de 2018, se convirtió en presidente del AC Milan, después de que el club fuera adquirido por Elliott Management Corporation. Fue uno de los ocho directores del club después de la adquisición por parte de Li Yonghong. En junio de 2020, Li acusó a Scaroni de tener un conflicto de interés en la gestión del club. Entre otras cuestiones, Li citó el puesto de Scaroni como vicepresidente de Rothschild Italia (que asesoró sobre la adquisición del club), así como su relación comercial previa con Elliott. Scaroni ganó el scudetto Serie A 2021-22 como presidente del AC Milan el 22 de mayo de 2022, y fue confirmado en su puesto de presidente en septiembre de 2022, tras la adquisición del AC Milan por el fondo estadounidense RedBird.

## Distinciones honoríficas

### Honores italianos
- Caballero de la Orden del Mérito en el Trabajo (31 de mayo de 2004).[26]

### Honores extranjeros

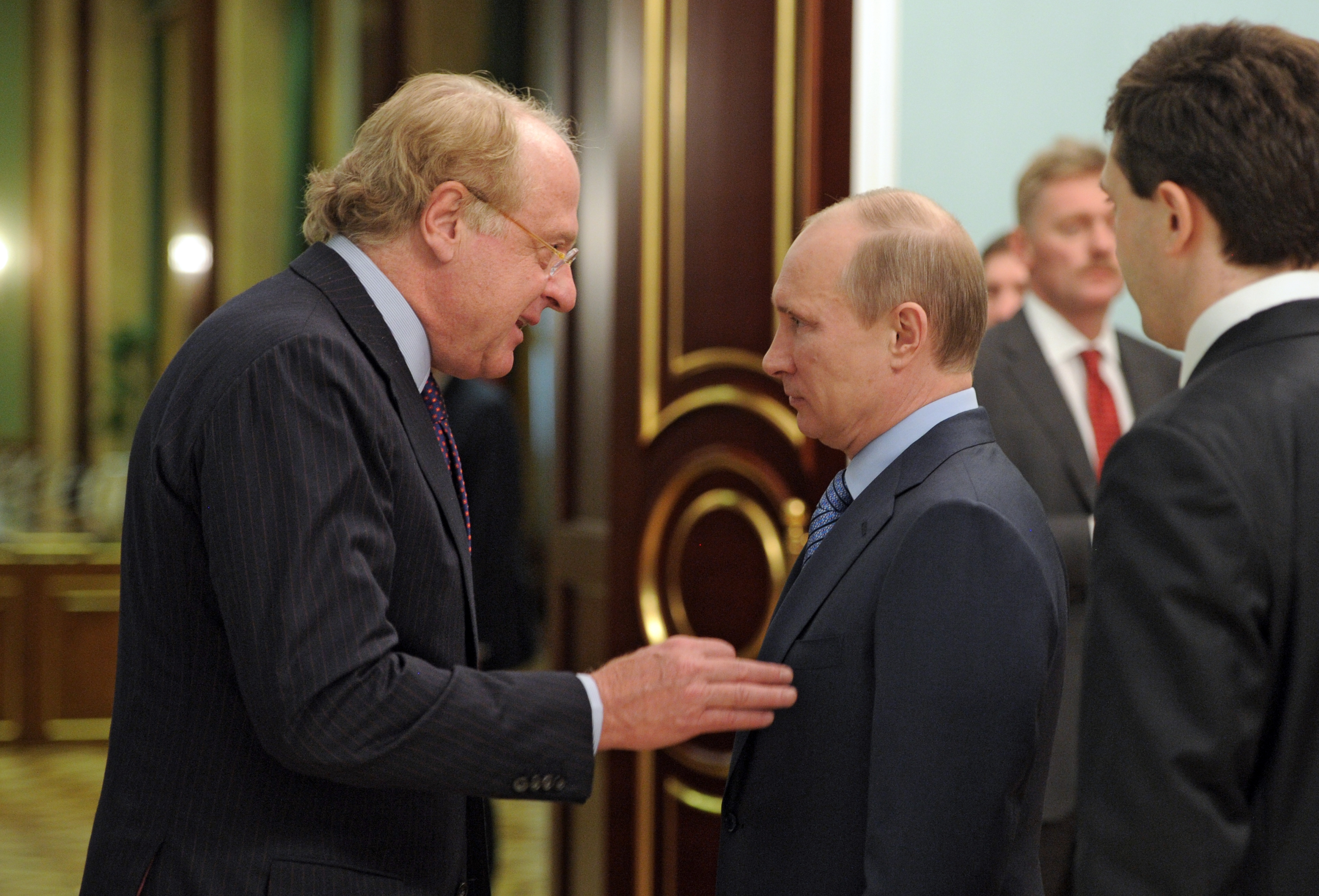
Scaroni junto al presidente de la Federación de Rusia, Vladímir Putin, en 2012.

- Oficial de la Orden de la Legión de Honor (Francia, noviembre de 2007).

- Caballero de la Orden de la Amistad (Rusia, 30 de septiembre de 2012).